# آپلرن
آپلرن (به آلمانی: Apelern) یک شهر در آلمان است که در شاومبورگ واقع شده‌است. آپلرن ۲٬۶۵۸ نفر جمعیت دارد.